# كيلي لينك
كيلي لينك (بالإنجليزية: Kelly Link)‏ (19 يوليو 1969، ميامي في الولايات المتحدة)؛ كاتِبة ومؤلِّفة، مُتخصِّصة في أدب الأطفال وروائية أمريكية.

## الجوائز
- جائزة نيبولا